# Lijst van voetbalinterlands Mauritius - Tanzania
Deze lijst van voetbalinterlands is een overzicht van alle officiële voetbalwedstrijden tussen de nationale teams van Mauritius en Tanzania. De Afrikaanse landen hebben tot op heden dertien keer tegen elkaar gespeeld. De eerste ontmoeting, een kwalificatiewedstrijd voor de Afrika Cup 1968, vond plaats op 2 augustus 1967 op een onbekende locatie in Dar es Salaam. Het laatste duel, een groepswedstrijd tijdens de COSAFA Cup 2017, werd gespeeld in Saulspoort (Zuid-Afrika) op 29 juni 2017.

## Wedstrijden
| №  | Plaats        | Datum             | Competitie                          | Wedstrijd            | Uitslag |
| -- | ------------- | ----------------- | ----------------------------------- | -------------------- | ------- |
| 1  | Dar es Salaam | 2 augustus 1967   | Afrika Cup 1968 kwalificatie        | Tanzania − Mauritius | 1 − 0   |
| 2  | ?             | 16 augustus 1967  | Afrika Cup 1968 kwalificatie        | Mauritius − Tanzania | 1 − 1   |
| 3  | ?             | 1 januari 1972    | Afrikaanse Spelen 1973 kwalificatie | Tanzania − Mauritius | 4 − 1   |
| 4  | Dar es Salaam | 28 oktober 1973   | Afrika Cup 1974 kwalificatie        | Tanzania − Mauritius | 1 − 1   |
| 5  | Port Louis    | 11 november 1973  | Afrika Cup 1974 kwalificatie        | Mauritius − Tanzania | 0 − 0   |
| 6  | Curepipe      | 16 september 1979 | Afrika Cup 1980 kwalificatie        | Mauritius − Tanzania | 3 − 2   |
| 7  | Dar es Salaam | 30 september 1979 | Afrika Cup 1980 kwalificatie        | Tanzania − Mauritius | 4 − 0   |
| 8  | Dar es Salaam | 1 juli 2000       | Afrika Cup 2002 kwalificatie        | Tanzania − Mauritius | 0 − 1   |
| 9  | Port Louis    | 16 juli 2000      | Afrika Cup 2002 kwalificatie        | Mauritius − Tanzania | 3 − 2   |
| 10 | Roche Caiman  | 26 juni 2006      | Vriendschappelijk                   | Mauritius − Tanzania | 1 − 2   |
| 11 | Dar es Salaam | 31 mei 2008       | WK 2010 kwalificatie                | Tanzania − Mauritius | 1 − 1   |
| 12 | Curepipe      | 6 september 2008  | WK 2010 kwalificatie                | Mauritius − Tanzania | 1 − 4   |
| 13 | Saulspoort    | 29 juni 2017      | COSAFA Cup 2017                     | Tanzania − Mauritius | 1 − 1   |

## Samenvatting
| Competitie                     | Totaal gespeeld | Winst Mauritius | Gelijk | Winst Tanzania | Doelsaldo Mauritius – Tanzania |
| ------------------------------ | --------------- | --------------- | ------ | -------------- | ------------------------------ |
| WK-kwalificatie                | 2               | 0               | 1      | 1              | 2 − 5                          |
| Afrika Cup-kwalificatie        | 8               | 3               | 3      | 2              | 9 − 11                         |
| COSAFA Cup                     | 1               | 0               | 1      | 0              | 1 − 1                          |
| Afrikaanse Spelen-kwalificatie | 1               | 0               | 0      | 1              | 1 − 4                          |
| Vriendschappelijk              | 1               | 0               | 0      | 1              | 1 − 2                          |
| Totaal                         | 13              | 3               | 5      | 5              | 14 − 23                        |

MFA · Mauritiaans vrouwenelftal
1947 – 1959 · 
1960 – 1969 · 
1970 – 1979 · 
1980 – 1989 · 
1990 – 1999 · 
2000 – 2009 · 
2010 – 2019 ·
2020 – 2029
Angola ·
Botswana ·
Burundi ·
Comoren ·
Congo-Brazzaville ·
Congo-Kinshasa ·
Djibouti ·
Egypte ·
Equatoriaal-Guinea ·
Ethiopië ·
Fiji ·
Gabon ·
Ghana ·
Guinee ·
Hongkong ·
India ·
Indonesië ·
Ivoorkust ·
Kaapverdië ·
Kameroen ·
Kenia ·
Lesotho ·
Liberia ·
Libië ·
Macau ·
Madagaskar ·
Malawi ·
Malediven ·
Mauritanië ·
Mongolië ·
Mozambique ·
Namibië ·
Nepal ·
Nieuw-Caledonië ·
Oeganda ·
Pakistan ·
Qatar ·
Rwanda ·
Saint Kitts en Nevis ·
Sao Tomé en Principe ·
Senegal ·
Seychellen ·
Singapore ·
Soedan ·
Swaziland ·
Syrië ·
Tanzania ·
Togo ·
Tsjaad ·
Tunesië ·
Zambia ·
Zimbabwe ·
Zuid-Afrika
FAT · A-internationals · Olympische elftal · Vrouwenelftal
Algerije ·
Angola ·
Benin ·
Botswana ·
Brazilië ·
Bulgarije ·
Burkina Faso ·
Burundi ·
Centraal-Afrikaanse Republiek ·
China ·
Congo-Brazzaville ·
Congo-Kinshasa ·
Djibouti ·
Egypte ·
Equatoriaal-Guinea ·
Eritrea ·
Ethiopië ·
Gabon ·
Gambia ·
Ghana ·
Guinee ·
Indonesië ·
Ivoorkust ·
Jemen ·
Kaapverdië ·
Kameroen ·
Kenia ·
Lesotho ·
Liberia ·
Libië ·
Madagaskar ·
Malawi ·
Marokko ·
Mauritanië ·
Mauritius ·
Mongolië ·
Mozambique ·
Namibië ·
Nieuw-Zeeland ·
Niger ·
Nigeria ·
Oeganda ·
Palestina ·
Rwanda ·
Saoedi-Arabië ·
Senegal ·
Seychellen ·
Soedan ·
Somalië ·
Swaziland ·
Togo ·
Tsjaad ·
Tunesië ·
Zambia ·
Zimbabwe ·
Zuid-Afrika